# Kpuéré (département)
Kpuéré est un département du Burkina Faso situé dans la province du Noumbiel de la région Sud-Ouest. Département situé le plus au Sud du pays, encastré entre le Ghana à l'Est et la Côte d'Ivoire à l'ouest, sa population totale est de 6 566 habitants en 2006.

## Villages
Le département comprend un village chef-lieu (populations en 2006) :
- Kpuéré (867 habitants)

et de treize villages:
- Béditéon (215 habitants)
- Bonfatéon (527 habitants)
- Derbar (56 habitants)
- Diambilé (1 361 habitants)
- Fadio (609 habitants)
- Fadio-Mépeen (100 habitants)
- Kouldadouo (46 habitants)
- Médicatéon (557 habitants)
- Mérétéon (138 habitants)
- Nabatéon (187 habitants)
- Téhéni-Sud (1 036 habitants)
- Tiaprétéon (39 habitants)
- Titinatéon (832 habitants)

## Biodiversité et réserves
Dans le département du Kpuéré est légalement protéger, la forêt classée de Koulbi. Malgré une faune peu développer, cette réserve reste une zone d'étude de la biodiversité. Une des dernière étude à propos de la biodiversité de la zone date de 2006 et est réaliser par Philippe Bouché, https://africanelephantdatabase.org/system/population_submission_attachments/files/000/000/403/original/svyFWBFBON2007GS.pdf